# The Town and Country Magazine
The Town and Country Magazine (cuyo título completo era The Town and Country Magazine or, Universal Repository of Knowledge, Instruction, and Entertainment) fue una revista ilustrada publicada en Londres entre 1769 y 1796. Entre sus colaboradores habituales contaba con Thomas Chatterton y Thomas Holcroft.
En Estados Unidos aparecería, en 1784, otra publicación, no relacionada, con un título parecido, The Gentleman and Lady's Town and Country Magazine or, Repository of Instruction and Entertainment, de la cual solo se publicaría ocho números.